# Melanospermum
Melanospermum, biljni rod iz porodice Scrophulariaceae (strupnikovke), dio je tribusa Limoselleae, potporodica Scrophularioideae. 
Postoji 6 priznatih vrsta iz Južne Afrike . Tipična vrsta je jednogodišnja biljka Melanospermum transvaalense. 

## Opis
Male jednogodišnje ili višegodišnje biljke; stabljike lisnate, dlakave. Listovi nasuprotni, povremeno naizmjenični ispod cvata. Cvjetovi obično s kratkim peteljkama, aksilarni, u grozdovima ili glavicama, uvijek uspravni. Brakteje ponekad listolike. Čaška s dva režnja, cijev kraća od prednje usne koja je duboko razdijeljena. Vjenčić ima 2 režnja sa žuto narančastom mrljom na stražnjim režnjevima. Plodovi su kapsule. Sjemenke crne na okruglom udubljenom jastučiću s nepravilnim rubovima.

## Vrste
1. Melanospermum foliosum (Benth.) Hilliard
2. Melanospermum italae Hilliard
3. Melanospermum rudolfii Hilliard
4. Melanospermum rupestre (Hiern) Hilliard
5. Melanospermum swazicum Hilliard
6. Melanospermum transvaalense (Hiern) Hilliard